# August Heitmann
August Heitmann   (Kàlimnos, 1907 - Santiago de Xile, 1971) va ser un nedador alemany que va competir durant la dècada de 1920.
El 1926 guanyà la medalla d'or en els 4×200 metres lliures del Campionat d'Europa de natació. El 1927 revalidà la medalla, alhora que guanyà la de bronze en els 100 metres lliures.
El 1928 va prendre part en els Jocs Olímpics d'Amsterdam, on va disputar dues proves del programa de natació. En ambdues, 100 metres lliures i 4×200 metres lliures, quedà eliminat en sèries.